# Trichophysetis flavimargo
Trichophysetis flavimargo is een vlinder uit de familie grasmotten (Crambidae). De wetenschappelijke naam van deze soort is voor het eerst gepubliceerd in 1897 door William Warren.
De soort komt voor in Zambia,  Zuid-Afrika en Eswatini.